# Szerelem (érzelem)

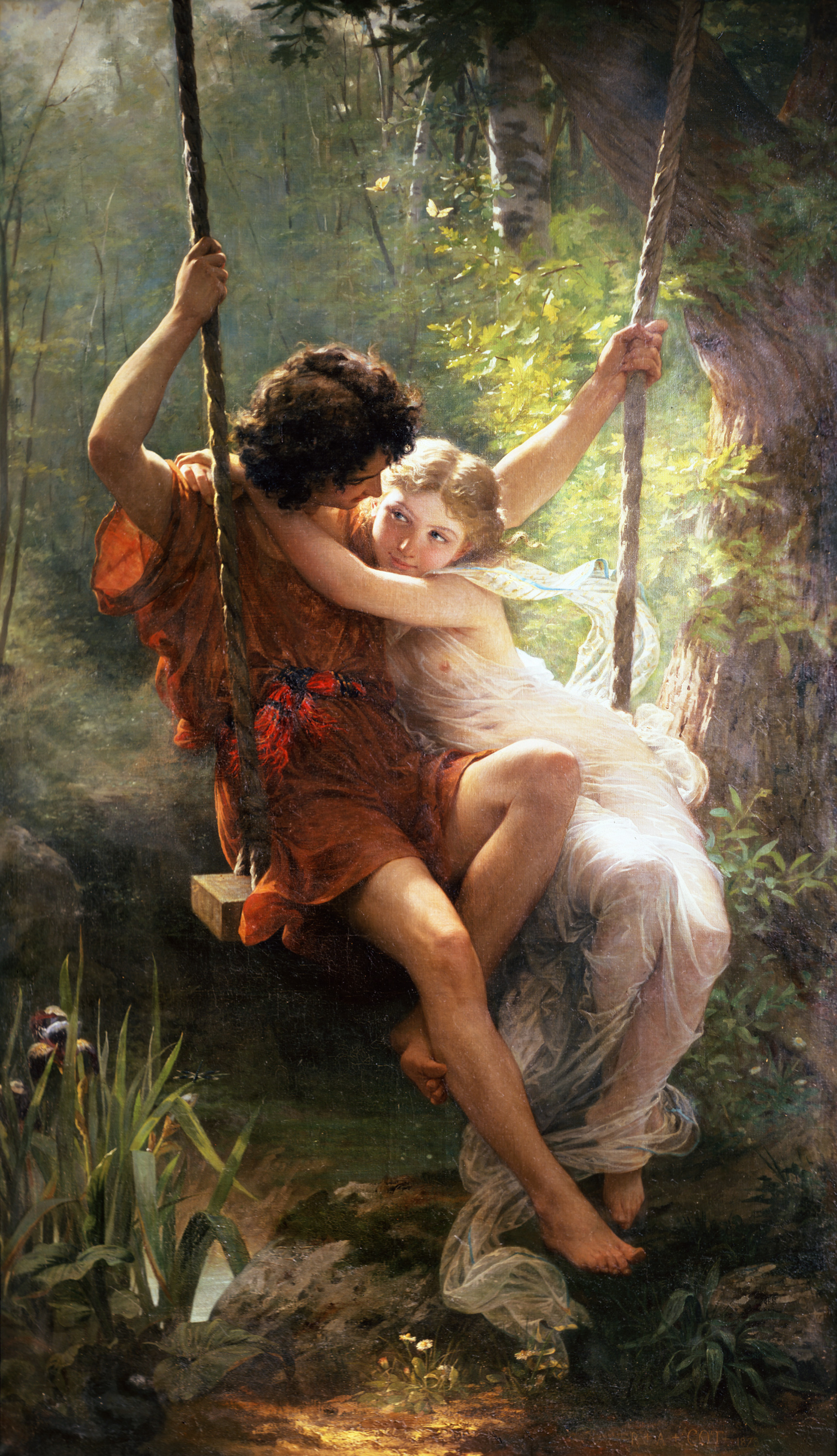
Pierre Auguste Cot: Szerelmespár

A szerelem mély és erős társas érzelem, amely által szorosan kötődik az ember valakihez. A szerelem fogalmát a különböző kultúrákban és társadalmi közegekben eltérő módokon határozzák meg.
Alapvetően férfi és nő között nemi vonzalmon alapuló erős lelki és testi vonzalom, amely főleg a szeretett személy iránti vágyakozásban, a hozzá való ragaszkodásban, az ő eszményítésében és az érte való odaadásban nyilvánul meg.
A szexuális kapcsolat nem összekeverendő a szerelemmel. Az ember a személyiségén keresztül hozhatja magát szerelmet befogadó, vagy a szerelem lehetőségét kizáró állapotba.
Az agy érzelmi változásaival foglalkozó neurobiológus szakemberek határozottan különválasztják a szerelemérzetet és a két személy között létrejött társas kötődést. Az előbbi csak az emberre jellemző míg az utóbbi az állatvilágban is megtalálható a párban vagy csapatban élő állatoknál.  A két érzelem neurobiológiai alapjai is eltérnek egymástól ezért a tudományos publikációkban a szerelmi érzést megkülönböztetésül a "romantikus" jelzővel, tehát romantikus szerelmi érzés kifejezéssel jelölik. A tudomány jelenlegi állaspontja szerint az érzelmek hátterében egyértelműen idegi és neurokémiai okok és változások húzódnak meg.

## A szerelmi érzés neurobiológiai megközelítése
A romantikus szerelem az emberi tudattal rendelkező lényre  – tehát a Homo sapiensre – jellemző szubjektív érzelmi állapot, mely egy másik személyhez való vonzalomban nyilvánul meg. Hangsúlyozni kell, hogy az  emberi tudat az a humán funkció, amely a romantikus szerelmi érzést különbözővé, magasabb rendűvé teszi az állatvilágban kialakult és a fajfenntartást szolgáló egyszerű szexuális vonzalomtól.
Fiziológiai értelemben a romantikus szerelem és a szexuális vonzalom között kapcsolat van, ami nem meglepő, hiszen az állatvilágból kiemelkedő ember szerelmi érzésének evolúciós gyökerei a szexuális vonzalomig a fajfenntartásig nyúlnak vissza. De a romantikus szerelmi érzés nem egyszerűsíthető le a libidóra.
A romantikus szerelemre hármas irányultság jellemző.  Egyrészt egy olyan euforikus, pozitív töltetű érzés, amire a szerelmes makacsul vágyik de ugyanakkor ennek a vágynak az elérése érdekében sok dolgot hajlandó alárendelni, mellőzni vagy az életében korábban fontosnak tartott dolgokat félretenni. Egyszerűbb megfogalmazásban a szerelmes ember viselkedési szempontból „elveszti a józan eszét” (például nem hallgat a családjára vagy a barátaira) és gyakran észszerűtlen dolgokat cselekedve irracionális döntéseket hoz. Gondolkodásában, értékítéletében a szerelme megszerzése vagy megtartása prioritást élvez és fontosabbá válik mindennél, olykor még a legfontosabb önfenntartási ösztönök is háttérbe szorulnak. A szerelmes emberre jellemző, hogy szerelmével szemben önzetlenné válik, annak érdekeit a saját érdekei elé helyezi.  Összefoglalva: neurobiológiai szempontból van egy euforikus, romantikus érzés, van egy görcsös törekvés az érzés megszerzésére vagy fenntartására és mindezek mellett a környezet irracionális feldolgozása, kizárása a célok elérése érdekében.
Mivel a szerelmi érzés az agyban jön létre – bár bizonyos perifériás mechanizmusok befolyásolhatják – ezért annak biológiai és neurokémiai mechanizmusát elsősorban az emberi agyban kell keresni. A szerelem, – amely önmagában is egy nehezen definiálható és behatárolható érzelemcsoport eredője – számos, az agy különböző területein más-más neurokémiai funkciót ellátó molekula érzelemformáló hatásának eredménye. A könnyebb megértést szolgáló példával élve, egy szín vagy egy színárnyalat amelyet szemünkkel érzékelünk, több alapszín keverékéből, azok különböző arányából áll össze.  A szerelmi érzés is egy érzelemárnyalatnak fogható fel, mely más érzelmek keverékéből áll össze. Ebben az érzelemi-kavalkádban a pozitív átélésű érzelmek dominálnak a negatívak csökkent mértékben vannak jelen.
Az érzelmek mögött az agyban neurokémiai mechanizmusok sora húzódik meg, melyekben az érzelmeket formáló molekulák, tehát neurotranszmitterek, neuromodulátorok, biogén aminok, szteroidhormonok, neuropeptidek stb. játszanak szerepet. Ezek között kiemelt jelentőségű, tehát specifikus „szerelemmolekuláról” nem lehet beszélni, hiszen a mechanizmusban jelentőséggel bíró molekulák bármelyikének hiánya vagy többlete az arányok megbomlását vagyis az érzelem azonnali megváltozását vonja maga után. Ez azt jelenti, hogy minden a hangulatot és érzelmet kialakító molekula egyformán fontos a romantikus szerelem érzésének átéléséhez.
A fenti megállapítások választ adnak az érzés neurobiológiájára, de nem adnak magyarázatot arra, hogy erre a gyönyörre miért vágyik a szerelmes annyira makacsul, minden mást háttérbe helyezve, mely érzés elutasítása vagy elvesztése esetén szélsőséges esetben akár öngyilkosságra is képes.
A makacs vágy, a kitartó törekvés, hogy a romantikus érzést a szerelmes mindenáron megszerezze és átélje, az agy anatómiailag jól definiált „jutalmazási rendszer”-ének köszönhető.

### Az agy jutalmazási rendszerének szerepe a szerelmi érzésben
Az életünket átszövő fiziológiai ténykedések között vannak olyanok, amelyek kellemetlen érzéssel járnak (szomjazás, éhezés, fájdalom) és vannak, amelyek kellemes érzést váltanak ki (evés, szexuális aktivitás, pihenés). A kellemes érzésre vágyunk, míg a kellemetleneket igyekszünk kerülni. Az érzelmek mindkét típusának az a célja, hogy a szervezet az életvitelünket az élettanilag normális, tehát fiziológiásan fenntartható mederbe kényszerítse.  Ehhez az agy jól körülírható területén egy olyan struktúra áll rendelkezésre, amely az élettanilag helyes irányú cselekedeteket gyönyörérzéssel jutalmazza.
Az agy jutalmazási rendszerének létét először állatkísérletekben mutatták ki oly módon, hogy szabadon közlekedő kísérleti patkány agyának meghatározott területére agyi elektródokat ültettek be, amelyeket egy kapcsoló segítségével az állatok maguk bekapcsolhattak, mintegy önmagukat ingerelve. Az állatok így maguk indították be a megfelelő áramimpulzusokat adó ingerlőberendezést, melynek eredményeként szinte folyamatosan ingerelték a gyönyörérzést keltő agyterületüket (akár szünet nélkül 4000-szer is), ezzel mintegy ingerlésfüggő állapotba hajszolva magukat. Az állatokban az ingerlés iránti késztetés olyan erős volt, hogy az átélt gyönyör érdekében még az ivást és táplálkozást is felfüggesztették.
Azokat az anatómiailag jól körülírható agyi struktúrákat, amelyek elektromos ingerlésével ismételt és fenntartható öningerlés váltható ki, az agy jutalmazási rendszerének nevezi az élettan tudománya. Az állatkísérleteket követően az elektromosan ingerelhető jutalmazási rendszert az emberi agyban is megtalálták, majd képalkotó eljárásokkal (PET, fMRI ) működés közben is tanulmányozták.
A szerelem, a szexualitás, a fajfenntartás irányába mutató, a faj számára rendkívül fontos élettani ténykedés, melyet az agy euforikus átéléssel „jutalmaz", ezzel elősegítve azt, hogy az egyed eleget tegyen a fajfenntartás kívánalmának. Vagyis az euforikus érzés ösztönzi a szerelmest arra, hogy azt tegye, amit tesz és ezt a lehetőségekhez mérten ismételje, önfeledten erőltesse újra és újra. Mindezt az agy jutalmazási rendszerét ingerelve az euforikus gyönyörhöz, az örömérzéshez való hozzájutás érdekében. Képletesen tehát a szerelmes mindenről elfeledkezve, mindent háttérbe szorítva nyomogatja a „szerelem gombját”.

### Az amigdala szerepe a szerelmi érzésben
Ahogy az korábban említésre került, a „vakon szerelmes” ember a szerelme megszerzése vagy megtartása érdekében akár életveszélyes helyzetet is alábecsülve, félelemérzet nélkül, kockázatot vállalva, észszerűtlen döntések meghozatalára is képes. Ennek a romantikus szerelmi „tünetnek” a neurobiológiai létezését képalkotó eljárások (fMRI, PET) segítségével sikeresen igazolták és a mechanizmusát részben magyarázni is tudták. Szerelmes embereknek szerelmük fényképét felmutatva vagy a szeretett személyről beszélve, annak hangját felvételről bejátszva képalkotó eljárással az agy egy anatómiailag jól körülírható részén – az amigdala területén – csökkent aktivitást mutattak ki, amelyet a szaknyelv az agyterület deaktiválódásának nevez. A kísérlet mindkét nem esetén ugyanazt az eredményt mutatta.
Az amigdala az agy kéreg alatti részében, a limbikus rendszerben található, mandula formájú struktúra, amelynek fontos szerepe van az érzelmek felismerésében, azonosításában és feldolgozásában és a félelelemérzet kialakításában. A külső környezetünk változásai az onnan érkező ingerek a korábban tanult tapasztalatoktól függően váltanak ki bennünk érzelmi válaszokat. Azok az idegsejtcsoportok, amelyeken keresztül a külvilágból érkező ingerek érzelmi vagy viselkedési reakciókat  váltanak ki (pl. szorongás, félelem), az amigdalában helyezkednek el, tehát az amigdala aktivitása a félelmi helyzetekhez kapcsolódik. Természetesen ennek az agyi funkciónak – a félelemnek – fontos feladata van, mert segít a túlélésben, hogy távol maradjunk vagy kikerüljük a kockázatos helyeket és helyzeteket. Segít a kockázatvállalás objektív felmérésében, segít a döntéshozatalban.
A félelmi válaszok az amigdala egyes magcsoportjaiban szerveződnek, melyek elektromos ingerlésére a kísérleti állaton megjelenik a félelem, a szorongás és az ezzel járó viselkedési változások. Ezzel együtt megjelenik az agresszió is, ami a félelemre adott védekező válaszként fogható fel. Majmokon végzett kísérletes amigdala eltávolítás sajátos, emocionális változásokhoz vezet. Az állatok rendkívül szelídekké, könnyen kezelhetőkké válnak, a csapatban szokásos hierarchikus verekedéseket abbahagyják, ragadozókkal szembeni félelmük megszűnik. Ugyanekkor az állatoknál egyértelmű hiperszexualitás figyelhető meg. A szexuális hajtóerő hatása alatt igen bonyolult tevékenységekre, mint ajtók, lakatok kinyitására, nemi  partnerük más helyiségben való megtalálására képesek úgy, hogy közben akár az életveszélyt (pl. ragadozók közelségét) is vállalják. Vagyis az amigdala eltávolítása úgynevezett pszichés vakságot eredményez.  Az állat, – hogy szexpartneréhez jusson –  nem ismeri fel a számára veszélyes helyzeteket. Emberben az amigdala sérülése eredményeként a szelídség a – civilizációs behatások miatt – nehezen ítélhető meg, mint klinikai tünet, de az amigdala kétoldali léziója (sérülése) a már ismertetett hiperszexualitáshoz vezet.
Összefoglalva a fentieket kimondható, hogy a képalkotó eljárások segítségével kapott amigdala deaktiváció (csökkent aktivitás) arra enged következtetni, hogy az agy magasabb szintű gátló tevékenysége következtében deaktivált amigdala a felelős azért a romantikus szerelmi „tünetegyüttesért”, ami a kockázatot vállaló, észszerűtlen, veszélyes, vak szerelmi magatartással jellemezhető.

### A média féligazságai
A modern képalkotó eljárásoknak köszönhetően a romantikus szerelmi állapot neurobiológiai leírása többé-kevésbé választ ad arra a kérdésre, hogy az agy mely területei érintettek abban a folyamatban, amely az egész szervezetre, a gondolkodásra, érzelmi állapotra is kihat.   Az érzelem neuroélettani mechanizmusa, ha nem is minden részletében, de kielégítően ismertnek mondható.
A képalkotó eljárások felbontási lehetősége azonban nem alkalmas arra, hogy az érzelmekkel kapcsolatos molekuláris szintű változásokat követni tudja, vagy a neurokémiai kérdéseket megválaszolja. Ebből az következik, hogy a szerelmi érzés neurokémiai mechanizmusainak megismerésére, annak magyarázatára a tudomány csak közvetett kísérletes bizonyítékokkal rendelkezik. Sajnálatos módon ezeken a közvetett eredményeken alapuló megállapításokat a közmédia gyakran félreérti, félremagyarázza, leegyszerűsíti, tudománytalan következtetéseket vonva le belőle vagy gyakran a párkapcsolati vonzódást (más megfogalmazásban a szeretetet) az euforikus szerelmi érzelemmel keveri. Ennek köszönhetően a közmédiában „szerelemanyagok”, „szerelemmolekulák”, „szerelemhormonok” óriási gyűjteménye lelhető fel, amelyeknek a valósághoz, a szerelmi érzés kémiájához semmi köze. Az írott és elektronikus médiában ugyancsak gyakori állítás, hogy bizonyos szerelemmolekulának tartott anyagok (oxitocin, vazopresszin, szerotonin, dopamin, fenetil-amin, enkefalin stb.) szintje a szerelmeseknél emelkedett, sugallva ezzel azt, hogy ezek fogyasztásával a szerelmet befolyásolni lehet. Fontos megjegyezni, hogy az ilyen állítások gondosan kerülik annak közlését, hogy a szervezet mely részén (vérben, valamelyik szervben, az agyban vagy az agy melyik területén, melyik magcsoportjában)  történt a változás, továbbá azt, hogy a kísérleti eredményt milyen állatmodellen kapták és publikálták a szakirodalomban.  Ezek említése nélkül teljesen tudománytalanná és értelmetlenné válik a legtöbb szenzációs kijelentés.
Általában az agy emocionális működésének – tehát nem csak a szerelmi érzésnek – neurokémiai vizsgálata a tudomány jelenlegi állása mellett számos nehezen megoldható akadályba ütközik. Ezek részben technikai problémákból fakadnak, részben pedig az az oka, hogy a tudattal rendelkező Homo sapiens tudathoz kötött érzelmi megnyilvánulásai nem vizsgálhatók kritika nélkül alacsonyabb rendű – tehát tudattal nem rendelkező – szociális vagy társadalmi ráhatástól mentes állatmodelleken. A neurobiológia területén dolgozó szakemberek gyakran hangoztatott kijelentése, hogy amennyiben a kísérleti egér emocionálisan úgy viselkedne, mint az ember, akkor nem Mus musculusnak hívnák, hanem Homo sapiensnek.
A technikai problémák abban nyilvánulnak meg, hogy az egyes idegsejtekben, agyi magcsoportokban az érzelmek kialakításában szerepet játszó neurotranszmitterek, neuromodulátorok, neuropeptidek minőségi és mennyiségi vizsgálata csak úgy lehetséges, hogy ha a szöveteket, sejteket az élő emberi agyból kiemelik.  Ez kísérleti állat esetén megoldható lenne, de embernél nyilvánvalóan nonszensz.
Öngyilkos (szerelmes) emberek agyának vizsgálatát is kritikával fogadja a tudomány, mert a reménytelen szerelem következtében öngyilkosságot elkövetett személy érzelmileg, hangulatilag már inkább mondható depressziósnak, mint szerelmesnek. A jelenleg egyetlen biztató tudományos értékű vizsgálati lehetőség  a balesetben elhunyt, bizonyítottan szerelmes emberi agy idegsejtjeinek, azok génaktivitásának elemzése, mely megmutathatja, hogy a nem szerelmes kontrollhoz képest a baleset előtt a szerelmes agyban milyen gének voltak aktívak, milyen „szerelemmolekulák” szintézise volt kiemelkedően magas. Ilyen típusú vizsgálatok – bár nem a szerelem területén – már léteznek.

## Szerelmi bájitalok és a tudományos valóság
Amióta az ember tudatában a romantikus szerelem viszonzott és viszonzatlan formában megjelent, az ember azóta próbál olyan főzeteket, italokat, varázsszereket, szerelmi bájitalokat előállítani, amivel másokat szerelemre gerjeszthet. Ebből a nagyon ősi korból származó, írott bizonyítékaink, receptjeink nincsenek, de minden bizonnyal kimondható, hogy ezek a (szerelmes) elme befolyásolására szánt bájitalok történelmünk legelső pszichofarmakonjai lehettek. Még akkor is annak kell tekintenünk ezeket a szereket, ha a hatásuk legjobb esetben is csak a beléjük vetett hiten alapult.
Az ember vágyai, igényei, érzelmi törekvései azóta sem változtak sokat, ezért még a 21. században is fellelhetők a szerelmi bájitalok, a szerelmet erősítő ételek, italok, növényi vagy állati eredetű csodaszerek, melyek hatását a leggyakrabban semmilyen tudományos igénnyel elvégzett, a hatást igazoló kísérlet nem támasztja alá. A helyzetet bonyolítja az a tény, hogy ezekben a hatásosnak hitt szerelemcsináló anyagokban óriási üzleti lehetőség rejlik, ezért a szerek modern vajákosasszonyai mindent megtesznek annak érdekében, hogy a csodaszereiket a tájékozatlan fogyasztóhoz eljuttassák.
Mindenek előtt – az áttekintő tájékozódást segítve – azt kell tisztázni, hogy mire szánják és milyen célra alkalmazhatók a modern kor „szerelemcsináló” anyagai. A hatás szempontjából – vagy a farmakológia terminológiáját használva a támadáspont szempontjából – határozottan el kell különíteni a
- romantikus szerelemérzet kiváltását szolgáló anyagokat
- a szexuális vágyfokozó anyagokat
- a potencianövelő és/vagy alhasi vérbőséget okozó szereket

A három megjelölt hatástani cél (támadáspont) mögött valós élettani folyamatok állnak, azok gyógyszeres befolyásolására az elvi lehetőség megvan. A legtöbbek által olvasott – tudományos értékűnek távolról sem mondható – ismeretterjesztő anyagok e három hatást, feltehetően üzleti érdekeiktől hajtva, teljesen összemossák és nem tesznek különbséget a befolyásolni szánt fiziológiás folyamatok között.
Ez a szócikk a szerelemmel annak neurobiológiájával foglalkozik, ezért itt a felsorolt három potenciális támadáspont közül az elsővel, a romantikus szerelemérzet kiváltását szolgáló anyagok kérdésével foglalkozik. Ahogy a fenti neurobiológiai részben részletezésre került a szerelemi érzet színes kavalkádja az agy meghatározott struktúráinak, azok közös működésének eredménye, amelyet több endogén molekula együttesen koordinál és alakít euforikus érzelemmé. A farmakológia képes ugyan egyes neurotranszmitterek, neuromodulátorok befolyásolására, de olyan szert – amely az összes, az euforikus szerelemben szerepet játszó, endogén anyag megfelelő helyen, időben és koncentrációban történő komplex befolyásolására képes – olyan molekulát a tudomány jelenleg nem ismer. Más megfogalmazásban, a szóban forgó agyi területek olyan összetett farmakológiai befolyásolására, amelyben a szerrel befolyásolt személy szerelemre gyúlhat és ezt a lángolást egy meghatározott másik célszeméllyel szemben érzi, a tudomány jelenlegi tudása szerint nincs lehetőség sem farmakonokkal, sem szerelmi bájitalokkal. A gyógyszertan ugyan ismer olyan anyagokat, amelyek afrodiziákumként (vágyfokozóként) hatnak, vagy potencianövelő hatásuk van, de ezek nem az agy érzelmi kavalkádjára, hanem a libidóra, a genitáliákra hatnak.

## Evolúciós nézőpont

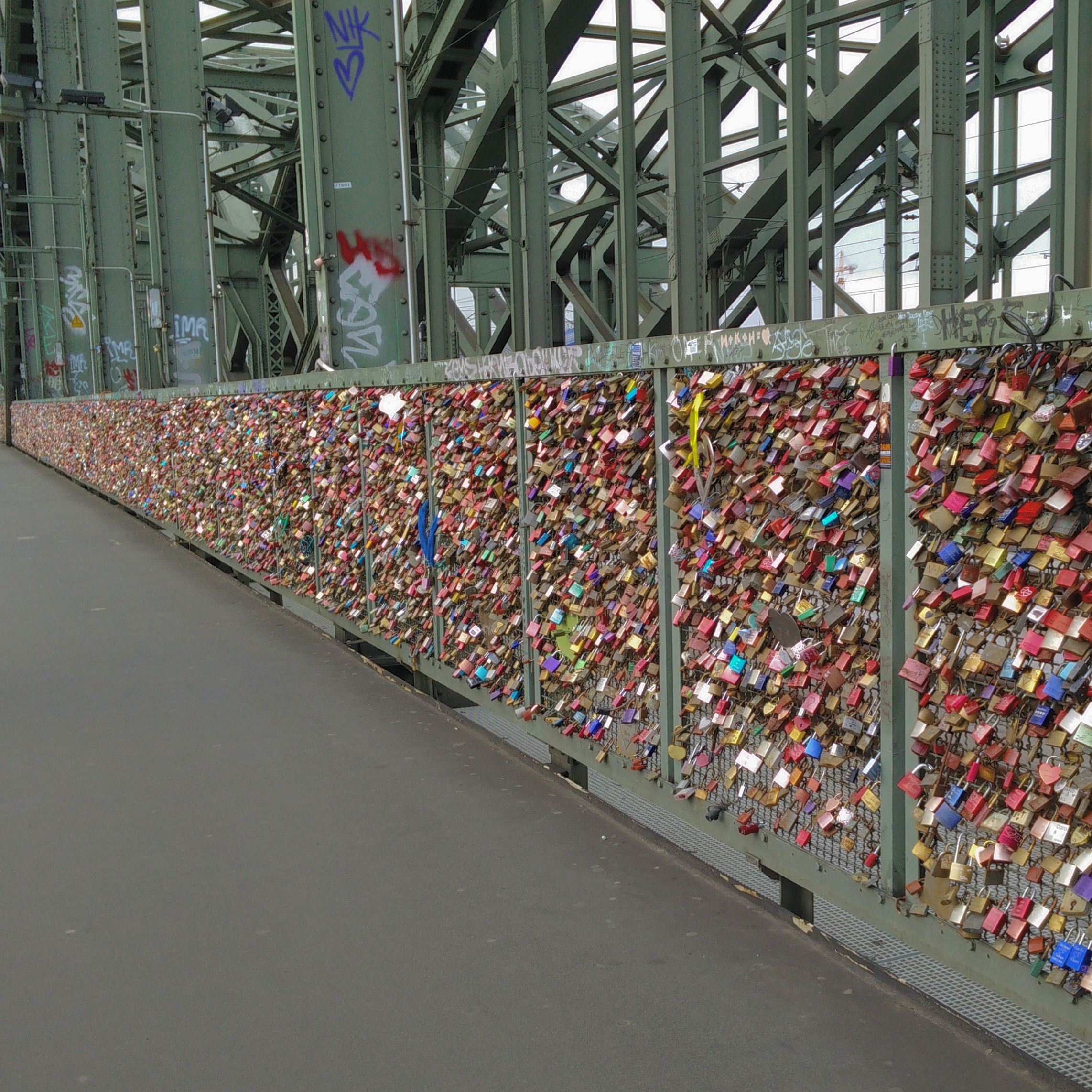
Temérdek szerelemlakat a kölni Hohenzollernbrücke hídon, ami a szerelmes párok szerint az együttmaradást jelképezi

Az evolúciós pszichológia a fajfenntartás és az utódok gondozásának szemszögéből közelíti meg a szerelem kérdéskörét. Az emberi utód felnevelése – más emlősökhöz képest – időben sokkal kiterjedtebb, emiatt sokkal nagyobb energiabefektetést igényel. Ezen kívül az utód gyámoltalanabb is, mint az állatok esetében, így különösen nagy jelentőségűvé válik, hogy a szülők összetartsanak és együtt maradjanak. Ezt az együttmaradást segíti elő a szerelem.

## Keleti felfogás a szerelemről
Osho indiai misztikus szerint a szerelem egy csodás dolog, és egészen addig az, amíg kapcsolódásban tart, s nem függővé tesz a kapcsolattól.
A kapcsolatot úgy tekinti, mint a személyiségbe rögzült emléket, ami a múltra épít, s ami már nem az élő és friss energia szabad áramlása.
A kapcsolódást preferálja és a szerelem megélését, melyhez azonban bátorságra van szükség, hiszen nem biztosan csak azzal tapasztaljuk meg, akivel egy ideje kapcsolatban vagyunk.

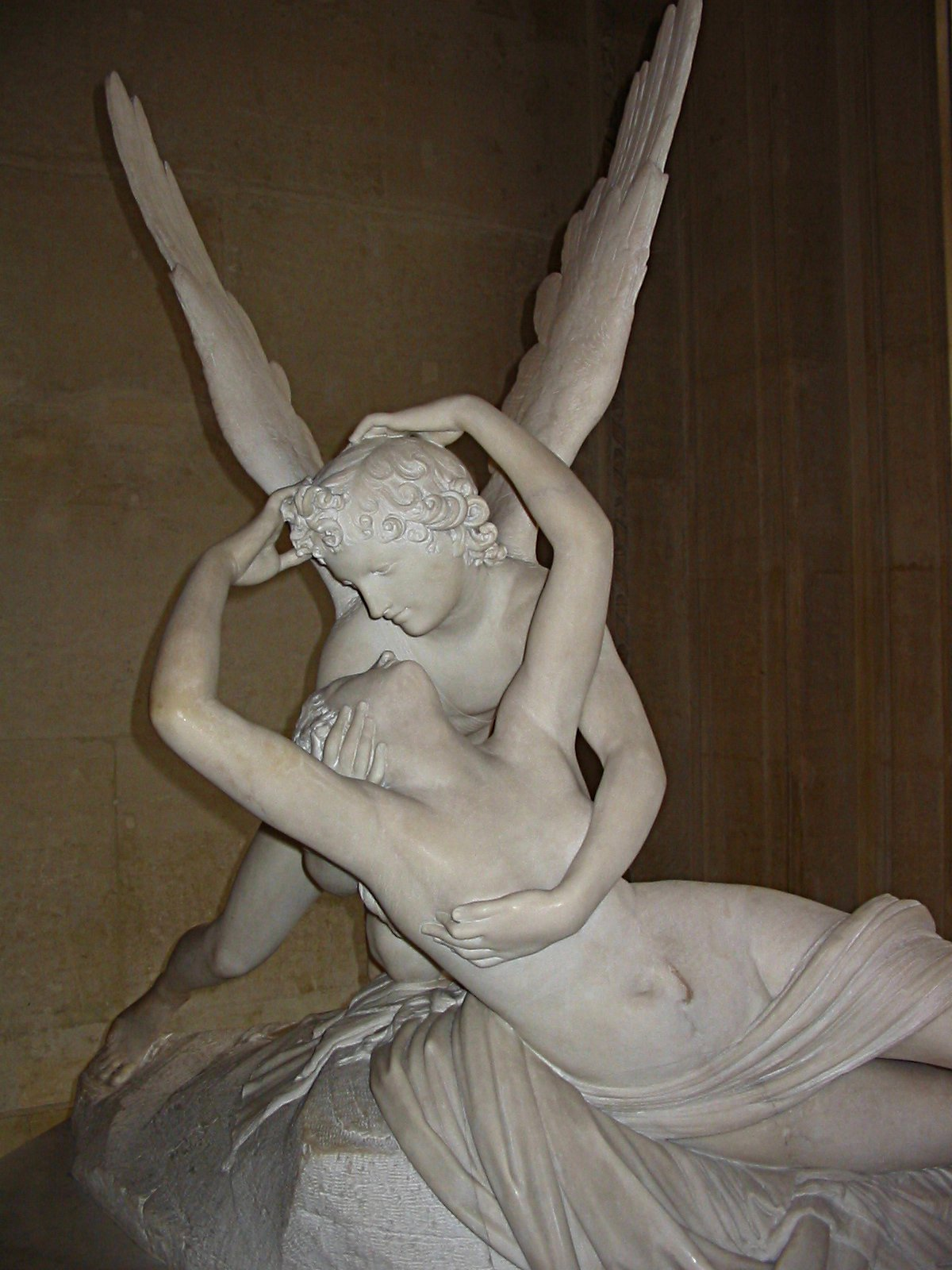
Antonio Canova: Amor és Psyche

Vátszjájana indiai filozófus Kámaszútra című művében leírja, hogy a szerelemérzés négyféle módon alakul ki az emberek között.
- Megszokásból kialakuló szerelem, ami egy cselekvés állandó és folytonos gyakorlásából eredő ragaszkodás, a nemi közösülés megszokásából keletkező szerelem,
- Képzeletből támadt szerelem, ami kizárólag a gondolatokból ered. Ilyen például a szenvedély, amit némely férfi, nő és a kasztráltak éreznek a szájközösülés iránt.
- Hitből keletkezett szerelem, ami két szerelmes kölcsönös ragaszkodása, mivel mindkét fél a másikban látja kiegészítő felét.
- Külső dolgok érzékeléséből létrejött szerelem, amikor az érzékelés által okozott élvezet felülmúlja azt az élvezetet, amelyet a szenvedély többi fajtája kelt, és csak a külső érzékelésen keresztül jöhet létre

## A szerelem a művészetekben
A szerelem jelentőségéről sok-sok műalkotás szól. A szerelem akkor teljes, ha az általunk kiválasztott személy is hasonló érzelmeket táplál irántunk, vagyis a szerelem kölcsönös.
Itt és most
A gyepet nézem, talán a gyepet.
Mozdul a fű. Szél vagy zápor talán,
vagy egyszerűen az, hogy létezel
mozdítja meg itt és most a világot.
Szerelem: Ahogy a szél meglebbenti a függönyt. 
Nem a szél, nem a függöny - a lebbenés.
Minek nevezzelek,

Ha a merengés alkonyában

Szép szemeidnek esti-csillagát

Bámulva nézik szemeim,

Mikéntha most látnálak először…

E csillagot,

Amelynek mindenik sugára

A szerelemnek egy patakja,

Mely lelkem tengerébe foly –

Minek nevezzelek?

Minek nevezzelek,

Ha rám röpíted

Tekintetedet,

Azt a szelíd galambot,

Amelynek minden tolla

A békesség egy olajága,

S amelynek érintése oly jó!

Mert lágyabb a selyemnél

S a bölcső vánkosánál –

Minek nevezzelek?

Minek nevezzelek,

Ha megzendülnek hangjaid,

E hangok, melyeket ha hallanának,

A száraz téli fák,

Zöld lombokat bocsátanának

Azt gondolván,

Hogy itt a tavasz,

Az ő régen várt megváltójok,

Mert énekel a csalogány –

Minek nevezzelek?

Minek nevezzelek,

Ha ajkaimhoz ér

Ajkaidnak lángoló rubintköve,

S a csók tüzében összeolvad lelkünk,

Mint hajnaltól a nappal és az éj,

S eltűn előlem a világ,

Eltűn előlem az idő,

S minden rejtélyes üdvességeit

Árasztja rám az örökkévalóság –

Minek nevezzelek?

Minek nevezzelek?

Boldogságom édesanyja,

Egy égberontott képzelet

Tündérleánya,

Legvakmerőbb reményimet

Megszégyenítő ragyogó valóság,

Lelkemnek egyedüli

De egy világnál többet érő kincse,

Édes szép ifjú hitvesem,

Minek nevezzelek?

Pest, 1848. január

## További információ
- Romantikázz velünk – íme 50 remek magyar szerelmes dal
- Arthur Schopenhauer: Szerelem, élet, halál / Életbölcsesség; szerk., előszó Dörömbözi János, ford. Bánóczi József, Kelen Ferenc; Göncöl, Budapest, 1989
- Stendhal: A szerelemről; ford. Kolozsvári Grandpierre Emil, tan. Belia György, jegyz. Benyhe János; Kalligram, Pozsony, 2000
- Mészáros András: A transzcendencia lehelete. A szerelem időiségéről; Kalligram, Pozsony, 2001
- Karl Heinz Pfeiffer: Egymást is szerették. A szentek vonzalmainak történetéből; ford. Unger Zsuzsa, Agapé, Szege, 2004
- Megan Gressor–Kerry Cook: Mindent a szerelemért. Nagy szerelmek, nagyszerű történetek, ford. Kemenes Inez, Loósz Vera; Illia, Budapest, 2006
- Szerelemfelfogások az irodalomban; összeáll. Goretity József; Kossuth Egyetemi, Debrecen, 2006 (Studia litteraria)
- Elizabeth Abbott: A szeretők története; ford. Bozai Ágota; Alexandra, Pécs, 2007
- Heffner Anna: Égi és földi szerelmek. Szerelmi történetek a görög mitológiából; TKK, Debrecen, 2008
- Lutz van Dijk: A szerelem és a szex története; ford. Darnyik Judit; Larus, Győr, 2009
- Polcz Alaine: Befejezhetetlen. Könyv a szerelemről; összeáll. Ablonczy Anna; Jelenkor, Pécs, 2009 (Polcz Alaine művei)
- Nagy Endre: Szerelmesek kalauza; szerk., utószó Szálinger Balázs; Vox Nova Produkció, Budapest, 2009
- Halasy-Nagy József: Te meg én. A szerelem lélektana; Quintus, Szeged, 2010
- Elizabeth Abbott: A szeretők története; ford. Bozai Ágota; 2. jav. kiad.; Alexandra, Pécs, 2010
- Helen Fisher: Miért szeretünk? A szerelem természete; ford. Malyáta Eszter; Nyitott Könyvműhely, Budapest, 2010
- Andreas Capellanus: A szerelemről; ford. Rajnavölgyi Géza, utószó Kőszeghy Péter; Balassi, Budapest, 2012
- A szerelem; szerk. Laczkó Sándor; Pro Philosophia Szegediensi Alapítvány–Magyar Filozófiai Társaság–SZTE BTK Filozófia Tanszék–Státus, Szeged–Csíkszereda, 2013 (Lábjegyzetek Platónhoz)
- Boros Gábor: A szeretet, szerelem filozófiája. Szisztematikus-történeti tanulmányok; ELTE Eötvös, Budapest, 2014
- Kapa Mátyás–Marcinkovics Sára: A történelem legromantikusabb históriái; Historycum, Budapest, 2014 (Kuriózum)
- Roland Barthes: Egy szerelemnyelv töredékei; fordító: Albert Sándor; Atlantisz Könyvkiadó, Budapest, 2016 (Veszedelmes viszonyok), ISBN 9789639777415
- Anissa Castel: Szeretni: kicsit, nagyon, őrülten; ford. Szőcs Imre; Babilon, Budapest, 2017 (Gondolj bele!)
- Szerelmek a magyar történelemben; szerk. Kovács Kiss Gyöngy; Komp-Press–Korunk, Kolozsvár, 2018
- Marcel Danesi: A csók története. A populáris kultúra születése; ford. Zsuppán András; Typotex, Budapest, 2019
- Nagy szerelmek; ford. Endreffy Kata; HVG Könyvek, Budapest, 2024